# Darch
Darch är en del av en befolkad plats i Australien. Den ligger i kommunen Wanneroo och delstaten Western Australia, omkring 16 kilometer norr om delstatshuvudstaden Perth. Antalet invånare är 6 118.
Runt Darch är det mycket tätbefolkat, med 1 463 invånare per kvadratkilometer.. Närmaste större samhälle är Perth, omkring 16 kilometer söder om Darch. 
Runt Darch är det i huvudsak tätbebyggt. Genomsnittlig årsnederbörd är 820 millimeter. Den regnigaste månaden är juli, med i genomsnitt 142 mm nederbörd, och den torraste är januari, med 11 mm nederbörd.